# Anette Lenz

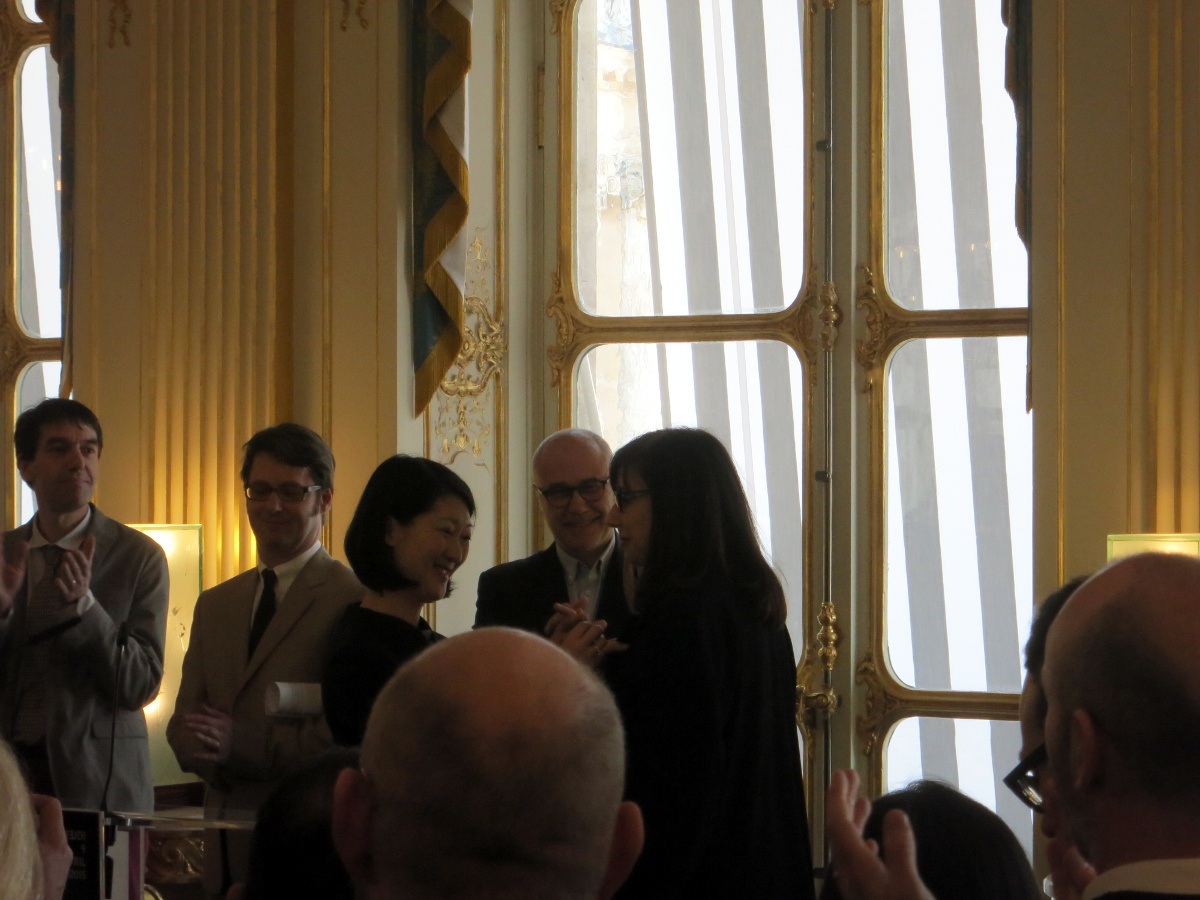
Anette Lenz bei der Verleihung des Ritterordens der Künste und der Literatur durch die Kulturministerin Fleur Pellerin. Ebenfalls anwesend sind Pierre di Sciullo (links außen), Jean-François Porchez (links) und Yves Robert (CNAP-Direktor)

Anette Lenz (* 1964 in Esslingen am Neckar) ist eine deutsche Grafikdesignerin, die in Frankreich lebt und dort besonders für ihre Arbeit für die Kulturbranche und mit dem Kollektiv Grapus bekannt ist.

## Leben
Anette Lenz, aufgewachsen in Herrenberg, absolvierte 1983 ihr Abitur am Schickhardt-Gymnasium Stuttgart. Anschließend studierte sie Visuelle Kommunikation in München. Als Diplom-Designerin zog sie dann 1989 nach Paris, wo sie heute noch lebt.
Sie begann zunächst bei Grapus zu arbeiten, einem kleinen Kollektiv von Gestaltenden, das im politischen Bereich arbeitete, aber auch Wurzeln im sozialen und kulturellen Umfeld hatte. Grapus interpretierte im Zusammenhang mit der 68er–Bewegung aus Misstrauen gegenüber der kommerziellen Werbung und ihrer Propagandatechniken die Kommunikation im öffentlichen Raum neu und arbeitete zunehmend mit Irritationen, unscharfen Fotos und dem Prinzip der umgeleiteten Nachrichten. Damit nahm Grapus eine starke, experimentelle Haltung ein und trennte strikt zwischen dem Arbeiten für die Industrie und dem für die Kultur. Auch Lenz wollte „die Welt mit Grafikdesign verändern“.
Als sich das Kollektiv auflöste, gründete Lenz gemeinsam mit Alex Jordan, der ebenfalls bei Grapus gearbeitet hatte, das Kollektiv Nous Travaillons Ensemble. Auch sie zeichneten sich durch ihr politisches, soziales und kulturelles Engagement und gleichzeitigen Humor aus.
Seit 1993 hat sie ihr eigenes Studio in Paris. Sie arbeitet von dort aus selbstständig, aber auch mit anderen Kreativen im Netzwerk zusammen. In erster Linie entwirft sie Kampagnen und visuelle Erscheinungsbilder im kulturellen Bereich, gerade für die „lebenden Künste“ wie Theater und Tanz, aber auch Museen oder ganzer Städte.
Im Jahre 1999 wurde Anette Lenz Mitglied der Alliance Graphique Internationale, 2018 wurde sie als Ehrenmitglied in den Deutschen Designer Club berufen. Sie ist Professorin an der HEAD - Haute École d'art et de design Genève (Hochschule für Kunst und Design, Genf).

## Arbeit
Lenz ist in Frankreich eine bekannte zeitgenössische Grafikdesignerin, deren Arbeiten sich durch ihre eigene Unverwechselbarkeit auszeichnen, gerade in einer von ökonomischen Faktoren geprägten und von Männern dominierten Kommunikationswelt.
Ihre Arbeiten sind manchmal anarchisch, aber zeigen immer Leidenschaft und Experiment auf. Sie spielt mit Typografie, Farbe, Fotografie und Film, um außergewöhnliche Plakatsequenzen, Bücher und Ausstellungsdesigns hervorzubringen.
Zu ihren Auftraggebern gehören unter anderen die Stadt Paris, das französische Kulturministerium, Radio France, Le Sénat Français, Musée des Arts Décoratifs, Le Monde und das Théâtre d’Angoulême.
Für das L’Onde Theatre Centre d’Art, Le Phare Centre chorégraphique national du Havre Normandie und Le Nouveau RELAX Theater in Chaumont gestaltete Lenz über Jahre hinweg regelmäßig Ausstellungsposter, Saison Programme und monatliche Theater-Poster.
Ebenfalls seit vielen Jahren arbeitet sie mit der Siebdruckerei Lézard Graphique zusammen. 2016 gestaltete Lenz für sie (Jean-Yves Grandidier, Jean-Marc Burtscher, Santos Valera und ihr Team) einen abstrakten Kalender. Er besteht aus 12 quadratischen Karten, die beidseitig bedruckt sind und in je 4 Richtungen ausgerichtet werden können. Diese Karten haben Ausschnitte und lassen sich dadurch übereinanderlegen und neu kombinieren und ergeben so mehr als 33 Billionen Kombinationsvarianten.
2017 bekam Lenz die Möglichkeit die Identität für den neuen Literatur Preis des Centre Pompidou zu gestalten. Sie orientierte sich dabei an farbigem Tape, die an Tonbandaufnahmen erinnern und „silent“-space kreieren, den Anfang und das Ende einer Aufnahme auf magnetischem Tape.
Besonders bekannte und erwähnenswerte Arbeiten sind jene in Kooperation mit Vincent Perrottet für das Théâtre d’Angoulême, sowie ihre Poster für Radio France und jene in Zusammenarbeit mit Joël Gunzburger, dem Direktor des l’Onde Théâtre Centre d’Art.

## Ausstellungen
- 2016/2017: A–Z Expo Anette Lenz im Pan Kunstforum in Emmerich am Niederrhein (Ausstellung ihrer Poster der letzten 15 Jahre für die Performing Arts in Frankreich; Auswahl von 80 von insgesamt ca. 300 Postern, die in Kollaboration mit Vincent Perrottet oder solo entstanden sind)
- 2019: Ausstellung EXPOESIE im Musée Art Archeologie Perigord (MAAP)
- 2020/2021: À Propos, Museum für Angewandte Kunst[6]

## Auszeichnungen, Ehrungen
- 2002: Goldmedaille bei der Brno Biennale
- 2003: Honorary Prize in Latte
- 2005: Plakatkunsthof Rüttenscheidpreis für ihre komplette Arbeit im Poster Design Sektor
- 2015: Ordre des Arts et des Lettres des französischen Kulturministeriums von Yves Robert, Direktor des Center National des Arts Plastiques, und der französischen Kulturministerin Fleur Pellerin, für „ihr Schaffen und ihren Beitrag zur Ausstrahlung der Künste und der Literatur in Frankreich und in der Welt“
- 2017: Auszeichnung von STA 100 Chicago, für ihr letztes Poster für die RELAX nach 12 Jahren Kollaboration[7]
- 2018: STA 100 Chicago für ihre Arbeit PHAREnheit 2018
- 2018: Ehrenmitglied des Deutschen Designer Clubs
- 2019: Judge’s Choice Winner vom STA 100 Chicago, gewählten Steff Geissbühler
- 2019: Jury Präsidentin 100 Beste Plakate